# 腾达伊·比提

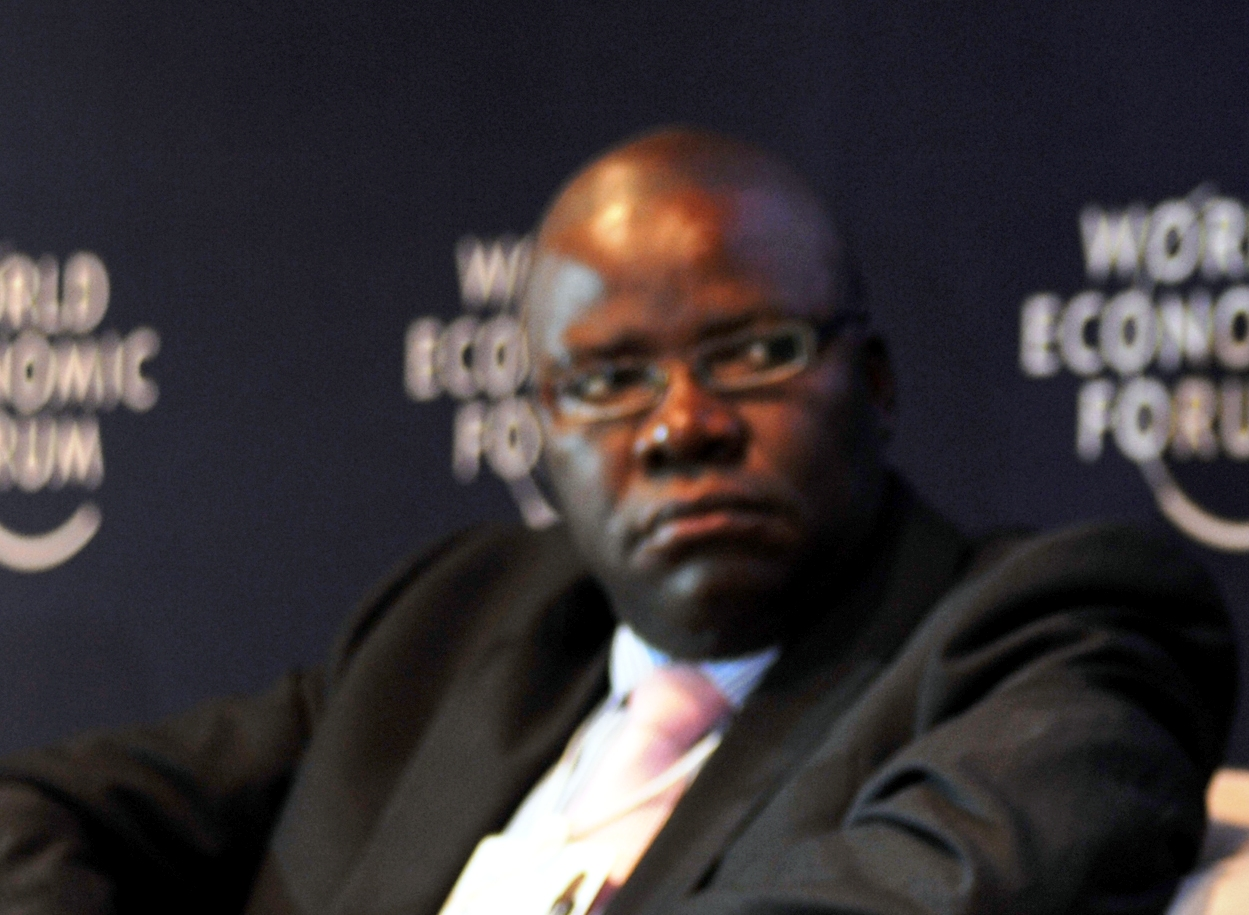
腾达伊·比提

腾达伊·比提（Tendai Biti，1966年8月6日—），津巴布韦政治人物，曾任津巴布韦财政部长（2009年至2013年）、争取民主变革运动政党的高级官员。
律师出身的比提担任了几年民革运经济事务秘书，2009年2月被任命为财政部长。他宣誓就职几天之后，在国库几乎空虚的情况下，他设法找到足够资金，多月来首次支付公务员薪资，让他们能买食粮。比提在2009年的联合政府成立前，曾几次被捕，并在2007年年初和现在的摩根·茨万吉拉伊一起，再三受到袭击。当时，比提曾被前政府指控叛国，并且曾在去年选举后被拘留。 2022 年 2 月，Tendai Biti 在哈拉雷竞选补选期间被警方拘留了几个小时，该党的一位女发言人说。